# Satz von Leray
Der Satz von Leray, benannt nach Jean Leray, ist ein mathematischer Satz aus dem Gebiet der algebraischen Topologie und Funktionentheorie. Es handelt sich um eine Möglichkeit, Garbenkohomologien auf einfache Weise zu ermitteln.

## Formulierung des Satzes
Im Folgenden sei {\displaystyle {\mathcal {G}}} eine Garbe abelscher Gruppen über einem parakompakten Hausdorffraum {\displaystyle M}. Die Kohomologiegruppen {\displaystyle H^{q}(M,{\mathcal {G}})} ergeben sich bekanntlich als induktiver Limes von Gruppen {\displaystyle H^{q}({\mathcal {U}},{\mathcal {G}})}, wobei {\displaystyle {\mathcal {U}}} die offenen Überdeckungen von {\displaystyle M} durchläuft, die bezüglich der Verfeinerung gerichtet sind. Es stellt sich daher die Frage, ob es offene Überdeckungen {\displaystyle {\mathcal {U}}} mit {\displaystyle H^{q}(M,{\mathcal {G}})=H^{q}({\mathcal {U}},{\mathcal {G}})} gibt, so dass der induktive Limes nicht ausgeführt werden muss. Das ist in der Tat der Fall, denn es gilt:
Satz von Leray: Es sei {\displaystyle {\mathcal {G}}} eine Garbe abelscher Gruppen über einem parakompakten Hausdorffraum {\displaystyle M}. Weiter sei {\displaystyle {\mathcal {U}}} eine offene Überdeckung von {\displaystyle M}, so dass für alle {\displaystyle q\geq 1} und Überdeckungsmengen {\displaystyle U_{0},\ldots ,U_{q}\in {\mathcal {U}}} mit {\displaystyle U_{0}\cap \ldots \cap U_{q}\not =\emptyset } die Gleichung 
{\displaystyle H^{q}(U_{0}\cap \ldots \cap U_{q},{\mathcal {G}})=0}
gilt. Dann ist
{\displaystyle H^{q}(M,{\mathcal {G}})=H^{q}({\mathcal {U}},{\mathcal {G}})} für alle {\displaystyle q\geq 0}.
Wenn die Überdeckung also derart ist, dass die Garbe über den Durchschnitten der Überdeckungsmengen kohomologisch trivial ist, so stimmt die Kohomologie über dem Gesamtraum bereits mit der Kohomologie der Überdeckung überein. Der Beweis verwendet die Existenz feiner Auflösungen einer Garbe.

## Anwendung
An einem typischen Beispiel soll gezeigt werden, wie der Satz von Leray zur Berechnung von Kohomologiegruppen herangezogen werden kann.
Es sei {\displaystyle \mathbb {C} ^{*}:=\mathbb {C} \setminus \{0\}} die komplexe Ebene ohne den Nullpunkt. Dann gilt
{\displaystyle H^{1}(\mathbb {C} ^{*},\mathbb {Z} )\cong \mathbb {Z} },
wobei das {\displaystyle \mathbb {Z} } auf der linken Seite der Gleichung für die Garbe der {\displaystyle \mathbb {Z} }-wertigen Funktionen stehe. Dazu seien
{\displaystyle U_{1}:=\mathbb {C} ^{*}\setminus \{x\in \mathbb {R} :x<0\},\quad U_{2}:=\mathbb {C} ^{*}\setminus \{x\in \mathbb {R} :x>0\}}.
Dann ist {\displaystyle {\mathcal {U}}:=\{U_{1},U_{2}\}} eine offene Überdeckung von {\displaystyle \mathbb {C} ^{*}}. Die Überdeckungsmengen sind als geschlitzte Ebenen sternförmig, also einfach zusammenhängend, das heißt homotopisch und daher auch kohomologisch trivial. Damit sind die Voraussetzungen des Satzes von Leray erfüllt und man erhält {\displaystyle H^{1}(\mathbb {C} ^{*},\mathbb {Z} )\cong H^{1}({\mathcal {U}},\mathbb {Z} )}. Letzteres kann nun wegen der Endlichkeit von {\displaystyle {\mathcal {U}}} leicht als isomorph zu {\displaystyle \mathbb {Z} } erkannt werden, wie in ausgeführt ist. Damit ist die Kohomologie mit Hilfe des Satzes von Leray bestimmt.